# Robert Cottingham
Robert Cottingham (* 26. September 1935 in Brooklyn, New York City, USA; lebt in Los Angeles, Kalifornien) ist ein US-amerikanischer zeitgenössischer Maler, Grafiker und wichtiger Vertreter des Fotorealismus. Robert Cottingham ist ein bedeutender amerikanischer Pop-Künstler und Vertreter der ersten Generation der Fotorealisten.

## Leben
Robert Cottingham studierte am Pratt Institute in Brooklyn, New York bis 1963. Nach seinem Studium arbeitete er eine Zeit als Grafikdesigner, was später seine Malerei hinsichtlich der Verwendung amerikanischer städtischer Beschilderungen in seinen Arbeiten beeinflussen sollte.
In den 1960er Jahren, inspiriert von der städtischen Landschaft von Southern California, begann Cottingham begann seine Karriere als Maler. Er gehörte in den frühen 1970er Jahren neben anderen renommierten Künstlern wie Richard Estes und Chuck Close zu den bedeutenden Vertretern seines Genres. Die kompositorische Kraft und die Intensität der Grafiken in seinen Gemälden und Zeichnungen sind auch erfolgreich in den Printmedien.

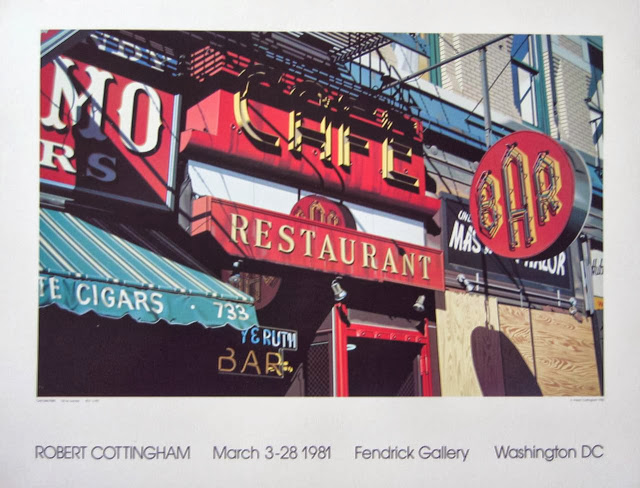

Robert Cottinghams Bilder sind Teil wichtiger internationaler und öffentlicher Sammlungen, unter anderem des Art Council of Great Britain in London, Art Institute of Chicago, Baltimore Museum of Art, Birmingham Museum of Art, Carnegie Institute in Pittsburgh, Cincinnati Art Museum, Cleveland Museum of Art, Delaware Art Museum, Solomon R. Guggenheim Museum of Art in New York, High Museum of Art in Atlanta, Hirshhorn Museum and Sculpture Garden in Washington, D.C., Hunter Museum of Art in Chattanooga, La Jolla Museum of Contemporary Art, Metropolitan Museum of Art, Museum of Modern Art in New York, Tampa Museum of Art, Tate Gallery in London, Virginia Museum of Fine Arts und der Yale University Art Gallery in New Haven, Connecticut.
Robert Cottingham lebt derzeit im westlichen Connecticut und in New York, Los Angeles und London. Diese Städte sind die Inspirationsquellen für seine Foto-Realistischen Bilder, die er als „Urban Landscapes“ bezeichnet.
Robert Cottingham war Teilnehmer der Documenta 5 in Kassel im Jahr 1972 in der Abteilung Realismus.
1994 wurde Cottingham zum Mitglied (NA) der National Academy of Design gewählt.